# 竹本成徳
竹本 成徳（たけもと しげのり、1931年（昭和6年）8月22日 - 2020年（平成31年）4月1日）は、広島県出身の実業家。日本生活協同組合連合会会長などを務めた。

## 経歴
1931年（昭和6年）広島市生まれ。1945年（昭和20年）修道中学校2年生のとき爆心地から1kmの広島市役所にて原子爆弾に被爆、奇跡的に一命をとりとめる。その後、修道高等学校を経て、1954年同志社大学法学部卒業。1957年神戸生活協同組合（現：コープこうべ）に入り、その後専務理事、組合長理事を経て、1993年から2001年まで理事長を務める。また1993年から2003年まで日本生活協同組合連合会会長も務める。2003年勲二等瑞宝章受章。2020年4月1日、死去。88歳没。

## 著作
- 「さいごのトマト：ヒロシマを、わたし自身の「ことば」で」（コープ出版2010年、致知出版社1997年）
- 「人びとの絆のなかで：半世紀の道のり」（コープ、2003年）
- 「21世紀へのコープシンフォニー：竹本成徳が語る」」（コープ、1997年）